# فرودگاه گرن کناریا

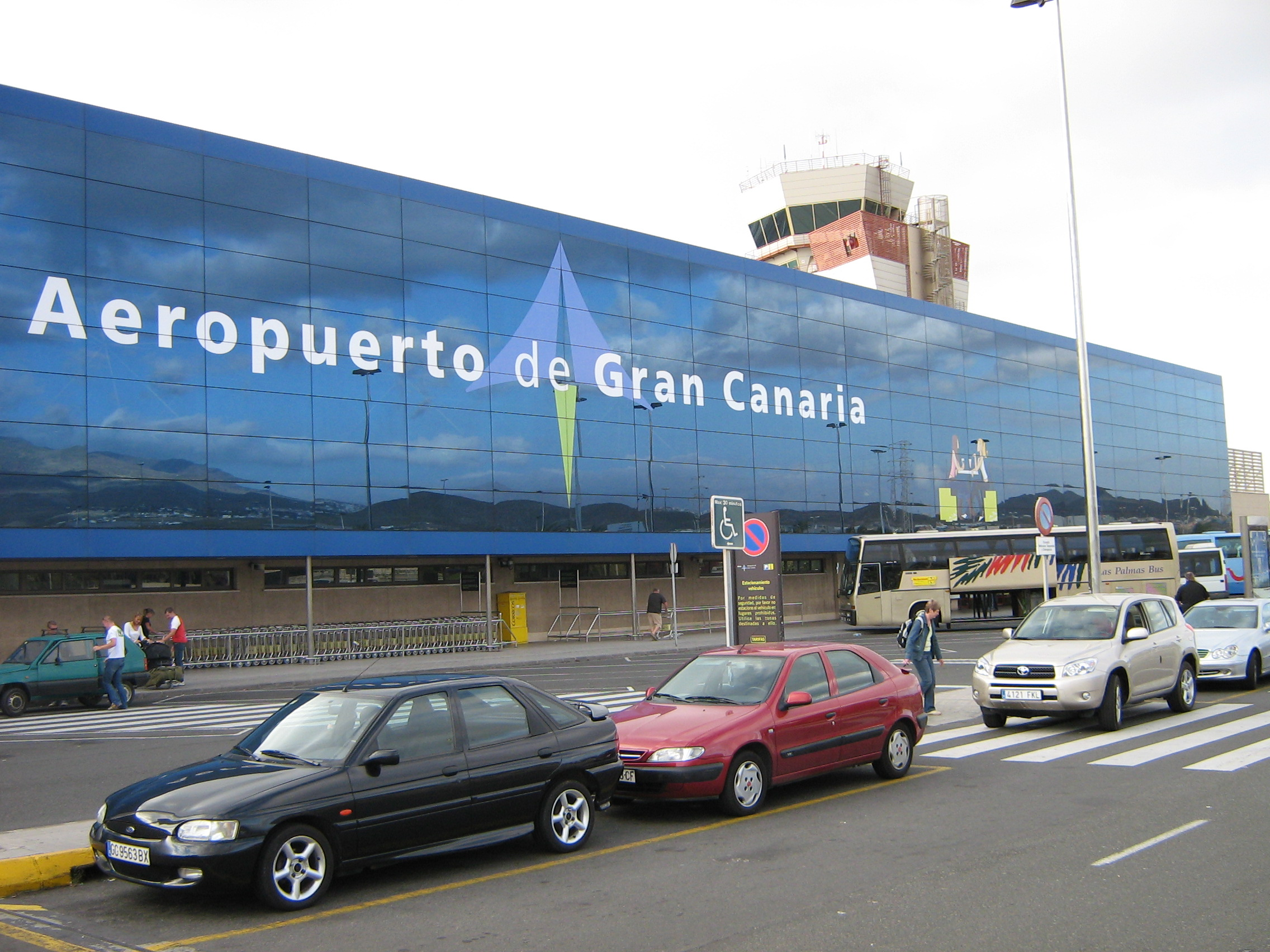
فرودگاه گرن کناریا

فرودگاه گرن کناریا (به انگلیسی: Gran Canaria Airport) (به زبان بومی: Aeropuerto de Gran Canaria) یک فرودگاه همگانی مسافربری با کد یاتا LPA است که یک باند فرود آسفالت بتن دارد و طول باند آن ۳۱۰۰ متر است. این فرودگاه در کشور اسپانیا قرار دارد و در ارتفاع ۲۴ متری از سطح دریا واقع شده‌است.

## شرکت‌های هواپیمایی و مقصدهای پروازی

### مسافری
| شرکت‌های هواپیمایی                                     | مقصدهای پروازی |
| ----------------------------------------------------- | --- |
| ایر لینگاس                                            | دوبلین فصلی: کرک |
| ایر اروپا                                             | بیلبائو، مادرید-باراخاس, سانتیاگو د کمپوستلا فصلی: آستوریاس، مالاگا، سن پابلو |
| آلبااستار                                             | چارتر: اوریو آل سریو |
| ای‌اس‌ال ایرلاینز فرانسه                                | چارتر: شارل دوگل پاریس |
| ای‌اس‌ال ایرلاینز ایرلند                                | چارتر فصلی: دوبلین |
| آتلانتیک ایرویز                                       | فصلی: واگار |
| آسترین ایرلاینز                                       | وین |
| Azores Airlines اجرا توسط ساتا ایر آسوریس             | کریستیانو رونالدو، ژان پائولو دوم |
| Azur Air Germany                                      | چارتر: برلین شونفلد، دوسلدورف، مونیخ |
| بینتر کاناریاس اجرا توسط ایر نوستروم                  | بانجول، لئوپولد سدار سنگور، فوئرته‌ونتورا , لانزاروته، لا پالما، لیسبون پورتلا، Nouakchott، پرائیا، امیلکر کبرل، تنریف شمالی |
| بینتر کاناریاس اجرا توسط Naysa                        | اگادیر المسیره، محمد پنجم، داخله، حسن ۱، ال هیرو، فوئرته‌ونتورا، لا پالما، لانزاروته، مراکش-منارا، نوادیبو، تنریف شمالی، تنریف جنوبی فصلی: کریستیانو رونالدو |
| بریتیش ایرویز                                         | فصلی: هیترو لندن |
| بروکسل ایرلاینز                                       | بروکسل |
| CanaryFly                                             | فوئرته‌ونتورا، لانزاروته، تنریف شمالی |
| کوندور فلوگدینست                                      | برلین شونفلد، دوسلدورف، فرانکفورت، هامبورگ، هانوفر، لایپزیگ/هال، مونیخ، اشتوتگارت |
| Corendon Dutch Airlines                               | اسخیپول آمستردام |
| ایزی‌جت                                                | گاتویک فصلی: بریستول، منچستر، نیوکاسل |
| easyJet Switzerland                                   | بازل-مولوز-فرایبورگ اروپا Seasonal: ژنو (آغاز از ۲ نوامبر ۲۰۱۷) |
| Danish Air Transport                                  | چارتر: آلبورگ، آرهوس، بیلاند، کپنهاگ، گوتنبرگ-لاندوتر |
| ادلوایس ایر                                           | زوریخ |
| انتر ایر                                              | چارتر: کاتوویتس، جان پل دوم کراکوف-بالیس، شارل دوگل پاریس، پوزنان-لاویکا, شوپن ورشو، وروتسواف کوپرنیکوس |
| یورو وینگز                                            | کلن بن، دوسلدورف، هامبورگ، اشتوتگارت، وین |
| یورو وینگز اجرا توسط جرمن‌وینگز                        | کلن بن |
| Evelop Airlines                                       | چارتر: آلمریا، آستوریاس، دالا، فرنسیسکو جسا کارنئیرو، سوندسوال-ارنساند، تامپره-پریکالا، ورنس تروندهایم، والنسیا |
| فن‌ایر                                                 | هلسینکی |
| جرمنیا                                                | برلین شونفلد (آغاز از ۲۵ اکتبر ۲۰۱۷)، برمن، درسدن، ارفورت-وایمار، فریدریش هافن، هامبورگ، مانستر اوسنابروک، نورنبرگ فصلی: روستوک-لاگه چارتر فصلی: تولوز-بلانیاک |
| جرمنیا فلوگ                                           | فصلی: زوریخ |
| Helvetic Airways                                      | فصلی: زوریخ |
| ایبریا ایرلاین اجرا توسط ایر نوستروم                  | آلیکانته-الچه، والنسیا فصلی: آستوریاس، لئون، میلیلیا، سانتاندر، سانتیاگو د کمپوستلا، والادولید، فیگو-پینادور |
| ایبریا اکسپرس                                         | هیترو لندن، مادرید-باراخاس فصلی: آستوریاس |
| ایسلندایر                                             | فصلی: کفلاویک |
| جت۲.کام                                               | بلفاست، بیرمنگام، ایست میدلند, ادینبرو، گلاسگو، لیدز برادفورد، استانستد لندن، منچستر، نیوکاسل |
| جت تایم                                               | چارتر: آلبورگ، بیلاند، کپنهاگ، هالمستاد، هلسینکی، نورشوپینگ، اوربرو، اولو، تامپره-پریکالا، اومئو، واژو-اسمالند |
| لوکزایر                                               | لوگزامبورگ - فیندل |
| لوفت‌هانزا                                             | فصلی: مونیخ |
| Mauritania Airlines International                     | نوادیبو، Nouakchott |
| میسترال ایر                                           | چارتر: اوریو آل سریو، لئوناردو دا وینچی-فیومیچینو |
| مونارک ایرلاینز                                       | بیرمنگام، گاتویک، منچستر |
| Neos                                                  | بلوونی گوگلیلمو مارکونی، میلانو مالپنسا، ورونا |
| نیکی لوفت‌فارت                                         | برلین تگل، کلن بن، دوسلدورف، مونیخ، وین، زوریخ |
| نروجین ایر شاتل                                       | کپنهاگ، گاردرموئن اسلو، استکهلم-آرلاندا فصلی: گوتنبرگ-لاندوتر، سولا استاوانگر، ورنس تروندهایم |
| نروجین ایر شاتل اجرا توسط Norwegian Air International | بارسلونا-ال پرات، فلسلند برگن، برلین شونفلد، کپنهاگ، دوسلدورف، هامبورگ، هلسینکی، گاتویک، مادرید-باراخاس، مالاگا، مونیخ، گاردرموئن اسلو، سندفیورد، تورپ، استکهلم-آرلاندا فصلی: بودو، کلن بن، گوتنبرگ-لاندوتر، کارلشته، اولو، لئوناردو دا وینچی-فیومیچینو، ترومسا |
| نووایر                                                | چارتر: گوتنبرگ-لاندوتر، گاردرموئن اسلو، استکهلم-آرلاندا |
| پریمرا ایر                                            | فصلی: آلبورگ، بیلاند، کپنهاگ، گوتنبرگ-لاندوتر، هلسینکی، مالمو، کفلاویک، استکهلم-آرلاندا |
| هواپیمایی پادشاهی مراکش                               | محمد پنجم، داخله، حسن ۱ |
| رایان‌ایر                                              | بارسلونا-ال پرات، اوریو آل سریو، برلین شونفلد، بیرمنگام، بلوونی گوگلیلمو مارکونی، بورنموث، بریستول، بروکسل جنوب شرلروآ، بوداپست فرنک لیست، کلن بن، کرک، دوبلین، ایست میدلند، ادینبرو، آیندهوون، فرانکفورت (آغاز از ۰۸ سپتامبر ۲۰۱۷)، گلاسگو، فرانکفورت-هان، هامبورگ، جان پل دوم کراکوف-بالیس، لیدز برادفورد، جان لنون لیورپول، لوتن لندن، استانستد لندن، مادرید-باراخاس، منچستر، میلانو مالپنسا، گالیله، گلاسگو پرستویک، سانتیاگو د کمپوستلا، سن پابلو، والنسیا، وارساو مادلن، ویزه فصلی: برمن، فرنسیسکو جسا کارنئیرو، سندفیورد، تورپ، استکهلم-اسکاوستا |
| هواپیمایی اسکاندیناوی                                 | گاردرموئن اسلو فصلی: کپنهاگ، استکهلم-آرلاندا چارتر: ویگرا آلسوند، فلسلند برگن، بیلاند، گوتنبرگ-لاندوتر، هوگسوند، کریستیان‌ساند کیویک، سولا استاوانگر، ورنس تروندهایم |
| Small Planet Airlines                                 | چارتر: فرانکفورت، کارلسروهه/بادن-بادن، پادربورن لیپشتات، اشتوتگارت |
| اسمارت‌لینکس ایرلاینز                                  | چارتر: ریگا، لنارت مری تالین، ویلنیوس |
| اسمارت‌وینگز اجرا توسط تراول سرویس ایرلاینز            | پراگ رازیون |
| سان‌اکسپرس دویچلند                                     | دوسلدورف، نورنبرگ |
| تاپ پرتغال اجرا توسط TAP Express                      | لیسبون پورتلا |
| Thomas Cook Airlines                                  | ایست میدلند، گاتویک، منچستر فصلی: بلفاست (پایان در ۳۰ آوریل ۲۰۱۸), بیرمنگام، بریستول، گلاسگو، استانستد لندن، نیوکاسل |
| Thomas Cook Airlines اجرا توسط اسمارت‌لینکس ایرلاینز   | فصلی: گاتویک |
| Thomas Cook Airlines Scandinavia                      | فلسلند برگن، بیلاند، کپنهاگ، گاردرموئن اسلو، استکهلم-آرلاندا فصلی: آلبورگ، گوتنبرگ-لاندوتر، هلسینکی، یونشوپینگ، کارلشته، کوپیو, لولئو، مالمو، اوربرو، سولا استاوانگر، ترومسا، ورنس تروندهایم، تورکو، اومئو، واسا |
| Thomson Airways                                       | بیرمنگام، بورنموث، بریستول، کاردیف، دونکاستر شفیلد رابین‌هود، ایست میدلند، ادینبرو، اکستر، گلاسگو، گاتویک، لوتن لندن، استانستد لندن، منچستر، نیوکاسل، نوریچ فصلی: آبردین، بلفاست چارتر فصلی: دوبلین |
| ترانساویا.کام                                         | اسخیپول آمستردام، آیندهوون، خرونینگن ایلده، مونیخ (پایان در ۲۹ اکتبر ۲۰۱۷), روتردام دی‌هیگ |
| ترنسویا فرانس                                         | چارتر: اورلی |
| تراول سرویس ایرلاینز                                  | چارتر: لیون-سینت اگزوپری، نانت آتلانتیک، شارل دوگل پاریس |
| تراول سرویس                                           | چارتر فصلی: بوداپست فرنک لیست |
| Travel Service Polska                                 | چارتر فصلی: پوزنان-لاویکا، شوپن ورشو |
| تراول سرویس                                           | چارتر فصلی: ام. آر. استفانیک، کوشیتسه |
| TUI fly Belgium                                       | بروکسل، بروکسل جنوب شرلروآ، لیژ، اوستند-بروگس |
| تی‌یوآی‌فلای                                            | بازل-مولوز-فرایبورگ اروپا، کلن بن، دوسلدورف، فرانکفورت، هامبورگ، هانوفر، کارلسروهه/بادن-بادن، مونیخ، زاربروکن، اشتوتگارت فصلی: هلسینکی |
| تی‌یوآی ایرلاینز نیدرلندز                              | اسخیپول آمستردام، آیندهوون، خرونینگن ایلده |
| تی‌یوآی‌فلای نوردیک                                     | کپنهاگ، گوتنبرگ-لاندوتر، گاردرموئن اسلو، استکهلم-آرلاندا فصلی: بیلاند، رابیل، هلسینکی، کوپیو، مالمو، اولو، امیلکر کبرل، اومئو، واسا |
| ولوتی                                                 | بوردو–مریگناک، نانت آتلانتیک، تولوز-بلانیاک |
| ویولینگ                                               | بارسلونا-ال پرات، بیلبائو، ژنو، فدریکو گارسیا لورکا (آغاز از ۴ دسامبر ۲۰۱۷)، مالاگا، میلانو مالپنسا، نانت آتلانتیک، اورلی، سن پابلو، لئوناردو دا وینچی-فیومیچینو، زوریخ فصلی: لاکرونیا، اسخیپول آمستردام |
| ایکس‌ال ایرویز فرانسه                                  | فصلی: شارل دوگل پاریس |
| وایت ایرویز                                           | چارتر: لیسبون پورتلا |
| واو ایر                                               | فصلی: کفلاویک |

### باری
| شرکت‌های هواپیمایی | مقصدهای پروازی |
| ----------------- | -------------- |
| Swiftair          | مادرید-باراخاس |